# Joseph Henry Blackburne
Joseph Henry Blackburne (Mánchester, 10 de diciembre de 1841 - id., 1 de septiembre de 1924) fue un ajedrecista británico.

## Biografía
Joseph Henry Blackburne nació en Manchester en diciembre de 1841. Aprendió a jugar a las damas cuando era niño, pero cuando tenía 17 o 18 años, escuchó sobre las hazañas de Paul Morphy en Europa y se pasó a jugar al ajedrez:
Aprendí el juego en, digamos, 1859. 

—Blackburne 
Blackburne se unió al Club de Ajedrez de Manchester en 1861. En julio de 1861 perdió 5-0 en una partida con el jugador más fuerte de Manchester, Eduard Pindar (y campeón de las Provincias), pero en agosto/septiembre, Blackburne derrotó a Pindar (cinco victorias, dos empates , una derrota). Al año siguiente, Blackburne se convirtió en campeón del club de la ciudad, por delante de Bernhard Horwitz (quien le enseñó la teoría de finales).
La introducción de Blackburne al ajedrez a la ciega se produjo un poco más tarde. En noviembre de 1861, Louis Paulsen ofreció una exhibición simultánea a la ciega en Manchester, venciendo a Blackburne, entre otros; poco después, Blackburne ya jugaba al ajedrez a la ciega con tres jugadores simultáneamente.
Su estilo de juego fue una mezcla de cálculo metódico y de imaginación desbordante; en ocasiones incontrolable, lo que le significó una carrera ajedrecística muy irregular.
Blackburne fue uno de los últimos exponentes del ajedrez romántico, debido a su gran habilidad táctica. Con la creación del ajedrez posicional, escuela creada principalmente por Steinitz, el jugador quedó obsoleto junto con el ajedrez romántico y no logró superar a los nuevos jugadores de la época como: Steinitz, Lasker, Tarrasch, etc. Estos jugadores lo superaron, ampliamente, en el juego posicional y estratégico.
Se le recuerda también por las muchas partidas simultáneas que jugó, muchas de ellas a ciegas. Algunos estiman que llegó a jugar unas 100.000 partidas en toda su vida, monto muy superior incluso de jugadores de primera línea, aunque en su gran mayoría de estas fuesen contra jugadores aficionados. La base de datos de partidas de Chessbase contiene 941 partidas de Blackburne.
Blackburne destacó por su facilidad para jugar a la ciega. Intervino en torneos con suerte variada. En el fortísimo torneo de Viena de 1873 venció empatado a puntos con Steinitz, y aunque en sus enfrentamientos particulares salió victorioso Blackburne, en el desempate se impuso el futuro campeón mundial. También superó a Adolf Anderssen. A los 27 años ganó su primer campeonato británico. Quedó campeón en Berlín 1881 y segundo en Mánchester 1890, por detrás de Tarrasch. Siempre quedaba en las primeras posiciones de los torneos, entre los seis primeros, y durante toda su vida estuvo entre la élite mundial. Ganó su último torneo británico en 1914, a los setenta y dos años de edad. Ese mismo año en el Torneo de St. Petersburg, incluso logró ganarle una partida famosa a Aron Nimzowitch:   logró humillar a este gran jugador abriendo con la anodina jugada de 1.e3. Por esta partida ganó un Premio especial a la brillantez.
Blackburne quedó muy impresionado por el juego de Paul Morphy, que despertó admiración en su viaje por Inglaterra. Ganó encuentros individuales a Henry Edward Bird, Isidor Gúnsberg y Johannes Zukertort, y fue derrotado por los excampeones del mundo Wilhelm Steinitz y Emanuel Lasker. También perdió uno de sus dos match que jugó con Zukertort. 
Logró jugar hasta una avanzada edad, en 1921 todavía jugaba algunas partidas simultáneas de exhibición. Blackburne murió de un ataque cardíaco el 1 de septiembre de 1924 a la edad de 82 años. Está enterrado en los cementerios de Brockley y Ladywell en Lewisham.